# Segnale ferroviario
I segnali ferroviari sono l'insieme di segnalazioni ottiche, acustiche o elettroniche che regolano la circolazione dei treni sulle ferrovie. I veicoli su rotaia, in conseguenza della loro massa e velocità elevati, hanno uno spazio di frenata maggiore e per poter circolare in sicurezza richiedono sistemi di regolazione del traffico; le informazioni relative alla circolazione dei treni sono comunicate al macchinista mediante segnali visivi posti lungo i binari a distante predeterminate o in precisi punti di riferimento.

## Funzioni dei segnali
I segnali possono dare vari tipi di istruzioni, dalle più semplici come "fermarsi" e "procedere", a quelle più complesse, ad esempio a quale velocità è consentito impegnare un tratto di linea. Sono utilizzati nell'ambito del distanziamento treni, nelle stazioni o altre località di servizio e nelle manovre per regolare i movimenti delle colonne.
Le informazioni trasmesse tramite i segnali sono fornite dal regolatore della circolazione (Dirigente Movimento o Dirigente Centrale Operativo), o da un manovratore nel caso di manovre con segnalazioni a mano.

## Prime forme di segnalamento
I primi treni a vapore hanno velocità ridotte (tra 20 e 30 km/h), e il problema di sicurezza più importante riguarda l'impatto del treno con persone o ostacoli. Per questo in alcuni casi la locomotiva viene preceduta da un portabandiera a cavallo. Il macchinista viene guidato con segnali a mano. In caso di bassa visibilità, oltre alle bandiere vengono utilizzati lanterne e petardi. Questi ultimi vengono posizionati sui binari, in modo da esplodere al passaggio del treno, dando un avvertimento acustico al macchinista.
Una delle prime tipologie di segnali fissi in Europa è quella dei "cartelli girevoli", che venivano ruotati parallelamente o perpendicolarmente rispetto al treno, per essere visibili o meno al conduttore del mezzo. Negli Stati Uniti ha origine negli anni '30 dell'800 il ball signal, un segnale costituito da una sfera che veniva sospesa su un palo tramite pulegge. In base alla sua posizione (alta, media o bassa) e al colore (bianco o nero), dava indicazioni ai convogli.
Nello stesso periodo, l'avvento del telegrafo rende possibili comunicazioni immediate lungo le linee ferroviarie, facilitando la coordinazione tra stazioni e la diffusione di informazioni come le variazioni di orario.

## Segnali fissi

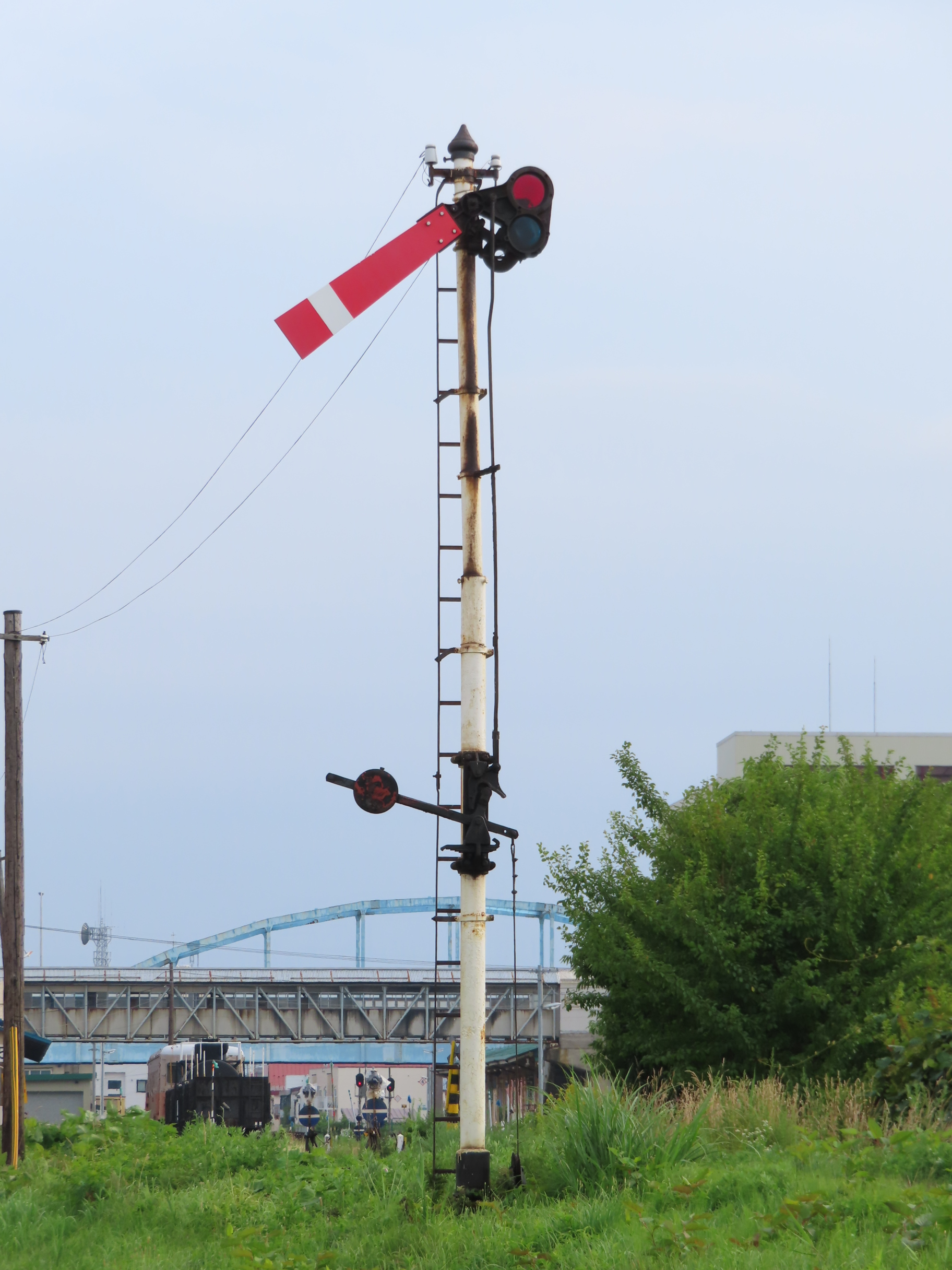
Esempio di segnale semaforico in Giappone

### Segnali meccanici
I segnali meccanici, come quelli visti in precedenza, sono la prima forma di segnalamento fisso e trasmettono informazioni diverse a seconda della loro posizione. La tipologia di segnale meccanico di gran lunga più comune a livello mondiale è il segnale semaforico. Questo è costituito da un palo che sorregge un'ala rettangolare, la quale può essere inclinata a diverse angolazioni. Un'ala orizzontale è spesso l'indicazione più restrittiva (per "pericolo", "attenzione" o "arrestare il veicolo"). Ogni segnale è poi affiancato da una o più luci, utilizzate per la circolazione notturna.
Di norma i segnali meccanici erano azionati manualmente (anche a distanza) con un sistema di cavi, e furono collegati successivamente con la rete elettrica. 

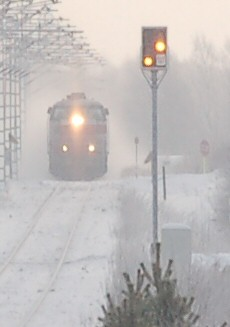
Segnale Finlandese con l'istruzione "prevedere l'arresto"

### Segnali luminosi
Nelle ferrovie moderne, la maggior parte dei segnali meccanici è stata sostituita da quelli di tipo luminoso. I segnali luminosi possono rappresentare informazioni diverse in base alla configurazione delle luci, detta aspetto. L'aspetto dei segnali può variare per numero e disposizione delle luci, colore, fisso/lampeggiante.
I colori assunti dai segnali luminosi possono essere diversi tra Stati e linee ferroviarie, ma un sistema tipico è:
- Verde: "Via libera", procedere. Il segnale successivo sarà verde o giallo.
- Giallo: Avvertimento. Il segnale successivo sarà rosso.
- Rosso: "Via impedita", arrestare il mezzo.